# Celmisia
Celmisia es un género de hierbas o arbustos perennes perteneciente a la familia Asteraceae. El género es endémico de Australia. Comprende 110 especies descritas y de estas, solo 79 aceptadas.

## Taxonomía
El género fue descrito por Alexandre de Cassini y publicado en Dictionnaire des Sciences Naturelles [Second edition] 37: 259. 1825.

## Especies seleccionadas
Especies incluidas:
1. Celmisia ×boweana Petrie
2. Celmisia ×christensenii Cockayne
3. Celmisia ×compacta Cheeseman
4. Celmisia ×flaccida Cockayne
5. Celmisia ×lanigera Petrie
6. Celmisia ×linearis J.B.Armstr.
7. Celmisia ×mollis Cockayne
8. Celmisia ×popelwellii Petrie
9. Celmisia ×pseudolyallii (Cheeseman) Cockayne
10. Celmisia adamsii Kirk
11. Celmisia allanii W.Martin
12. Celmisia alpina (Kirk) Cheeseman
13. Celmisia angustifolia Cockayne
14. Celmisia argentea Kirk
15. Celmisia armstrongii Petrie
16. Celmisia asteliifolia Hook.f.
17. Celmisia bellidioides Hook.f.
18. Celmisia bonplandii (Buchanan) Allan
19. Celmisia brevifolia Cockayne
20. Celmisia campbellensis F.R.Chapm.
21. Celmisia cockayneana Petrie
22. Celmisia cordatifolia Buchanan
23. Celmisia coriacea (G.Forst.) Hook.f.
24. Celmisia dallii Buchanan
25. Celmisia densiflora Hook.f.
26. Celmisia discolor Hook.f.
27. Celmisia dubia Cheeseman
28. Celmisia durietzii Cockayne
29. Celmisia gibbsii Cheeseman
30. Celmisia glabrescens Petrie
31. Celmisia glandulosa Hook.f.
32. Celmisia gracilenta Hook.f.
33. Celmisia graminifolia Hook.f.
34. Celmisia haastii Hook.f.
35. Celmisia hectorii Hook.f.
36. Celmisia hieraciifolia Hook.f.
37. Celmisia holosericea (G.Forst.) Hook.f.
38. Celmisia hookeri Cockayne
39. Celmisia inaccessa Given
40. Celmisia incana Hook.f.
41. Celmisia insignis W.Martin
42. Celmisia laricifolia Hook.f.
43. Celmisia lateralis Buchanan
44. Celmisia latifolia (F.Muell. ex Benth.) M.Gray & Given
45. Celmisia lindsayi Hook.f.
46. Celmisia longifolia Cass.
47. Celmisia lyallii Hook.f.
48. Celmisia mackaui Raoul
49. Celmisia macmahonii Kirk
50. Celmisia major Cheeseman
51. Celmisia markii W.G.Lee & Given
52. Celmisia monroi Hook.f.
53. Celmisia morganii Cheeseman
54. Celmisia morrisonii Cockayne
55. Celmisia novae-zealandiae (Buchanan) Cheeseman
56. Celmisia parva Kirk
57. Celmisia petriei Cheeseman
58. Celmisia philocremna Given
59. Celmisia polyvena G.Simpson & J.S.Thomson
60. Celmisia prorepens Petrie
61. Celmisia pugioniformis M.Gray & Given
62. Celmisia ramulosa Hook.f.
63. Celmisia repens (Kunth) Sch.Bip.
64. Celmisia rupestris Cheeseman
65. Celmisia rutlandii Kirk
66. Celmisia saxifraga (Benth.) W.M.Curtis
67. Celmisia semicordata Petrie
68. Celmisia sericophylla J.H.Willis
69. Celmisia sessiliflora Hook.f.
70. Celmisia similis Given
71. Celmisia sinclairii Hook.f.
72. Celmisia spedenii G.Simpson
73. Celmisia thomsonii Cheeseman
74. Celmisia tomentella M.Gray & Given
75. Celmisia traversii Hook.f.
76. Celmisia verbascifolia Hook.f.
77. Celmisia vespertina Given
78. Celmisia viscosa Hook.f.
79. Celmisia walkeri Kirk